# 二重感染
二重感染指有机体内正常菌群中的优势种大部分被抑制，只有少数的菌种增殖异常旺盛，这是一种严重的菌群失调，常表现为急性疾病。导致二重感染的原因主要是长期使用广谱抗生素，使对抗生素不敏感的细菌增殖机会大增。如果机体的抵抗力下降，就更易发生二重感染。